# Мост Хаххага
Мост Хаххага (арм. Խաղխաղի կամուրջ) — несохранившийся каменный арочный мост через реку Закам, находящийся на восточной окраине села Яныхлы Товузского района Азербайджана. Сохранились остатки промежуточных опор. Расположен на высоте 110 м над уровнем моря.

## История
Дата постройки неизвестна, однако, присущие раннему средневековью особенности возведения и обработки камня нижней кладки опор моста позволяют предположить, что он дошёл до нас с первых веков до нашей эры — со времен, когда Хаххаг был местом зимовья армянских царей Аршакуни (66—428 гг.). Мост был трехпролётным арочным. Основания опор были сделаны из крупных блоков базальта, а остальные участки — из кирпича. Длина центрального пролёта составляла 8,8 м, ширина проезжей части — 4,23 м. В промежуточных опорах имелись полости, которые использовались как склады. Мост использовался до начала XX века.